# Логор Сајмиште
Логор Сајмиште, или преведено са немачког Јеврејски логор Земун био је немачки логор смрти који се налазио на левој обали реке Саве, наспрам Савског моста, на месту Старог сајмишта.
Напуштен након немачког бомбардовања Београда 6. априла, сајамски простор се налазио неколико километара од Земуна, на територији која је ушла у састав Независне Државе Хрватске, где је Сајмиште означавало њену најисточнију тачку. Она је на захтев Немаца ту територију уступила и на њој дозволила успостављање логора, под условом хрватске владе ”…да у логору не буде српских стражара или полицајаца и да се логор снабдева и финансира из Београда.” Управу над логором је имао немачки СС до маја 1944. После тога команду над логором преузимају усташе.
У почетку је логор био само за српске Јевреје и то првенствено жене, децу и старце. Свакодневно, од 8. децембра 1941. до почетка маја 1942. године, јеврејска деца, жене и старци убијани су на путу од логора до припремљених масовних рака у селу Јајинци и за само пет месеци у логору је страдало преко шест хиљада Јевреја. Када је маја 1942. довршено уништавање Јевреја, a Србија проглашена за   – очишћену од Јевреја, логор је почео да прима и друге таоце: комунисте, партизане, четнике, као и цивиле ухваћене на подручју ратних дејстава од маја 1942. до јула 1944. године.
Кроз „Прихватни логор Земун“, како му је гласио нови назив, прошло је око тридесет две хиљаде људи, а убијено око једанаест хиљада. Логор на Старом београдском сајмишту био је највећи немачки логор не само у окупираној Србији, већ и на европском југоистоку. У савезничком бомбардовању 1944. године оштећени су и порушени многи логорски/сајамски павиљони, након чега је логор расформиран.
Већина Немаца одговорних за рад логора је ухапшено и изведено пред Нирнбершки суд. Неколико њих је изручено Југославији и погубљено. Командант логора Херберт Андорфер и његов заменик Едгар Енге су ухапшени током 1960-их након много година скривања. Обојици су у Западној Немачкој и Аустрији изречене кратке казне, мада Енгеова казна никада није испоштована због његових година и лошег здравља.

## Оснивање логора
Први београдски сајам, грађен као значајан привредни и трговачки комплекс, по избијању Другог светског рата постао је стратиште, место стравичног страдања. Гестапо је формирао концентрациони логор Сајмиште, или преведено са немачког Јеврејски логор Земун, ради ликвидације јеврејског и ромског становништва у Београду и Србији.
Након што је Вермахт стрељао у знак одмазде 4.000 до 5.000 мушкараца Јевреја, немачка администрација је у јесен 1941. почела да тражи локацију на коју би били премештени преостали Јевреји, жене, деца и стари, који су због пола, година или физичког стања били поштеђени стрељања. Првобитно, план је био да се до предвиђене депортације на „прихватилиште на истоку“, Јевреји сместе у логор близу Сремске Митровице, али се схватило да је локација неподесна, јер је земљиште подложно поплавама, те се од тог плана одустало.
Немачка војна управа је одлучила 23. октобра 1941. да за ту намену преуреди Београдско сајмиште и његове павиљоне, напуштене након бомбардовања 6. априла. Како се локација налазила недалеко од Земуна, логор је назван Judenlager Semlin, односно Јеврејски логор Земун.
Логор се налазио на територији тадашње Независне Државе Хрватске. Преко Министарства иностраних послова у Берлину, Немачка је затражила и добила одобрење да на тој локацији оснује логор. Услов који је НДХ поставила је да у логору не буде српских стражара, и да се логор снабдева из Београда. Адаптацију простора је извела немачка грађевинска организација Тот, а радове је изводила група од 200-300 Јевреја из логора Топовске шупе, који су касније интернирани у логор Сајмиште, док је логор на Аутокоманди ликвидиран.

## Јеврејски логор (Judenlager), 1941—1942.
Свим регистрованим Јеврејима у Београду је наређено да се пријаве у канцеларију Јеврејске полиције (Judenreferat). Између 8. и 13. децембра Јевреји су спроведени преко понтонског моста у логор, у коме је број затвореника већ до 12. децембра био 5.281. Са довођењем Јевреја са Бањице, из Шапца, Ниша, Косовске Митровице, Новог Пазара, Рашке, избеглица из Београда и средње Европе, број заточеника у логору је између 8. децембра 1941. и краја априла 1942. порастао на 7.000, од тога 6.400 Јевреја и 600 Рома.
За команданта логора и његовог заменика су одређени СС потпоручник Херберт Андорфер и СС подофицир Едгар Енге, познат под надимком „Џелат“. Управа логора је била састављена од самих Јевреја, а имала је као задужење да брине о снабдевању логора и да се стара о организацији живота у логору.

### Услови у логору
Сајамски простор се састојао из више павиљона различите величине. Највећа зграда, Југословенски павиљон бр. 3, површине 5000 m², примио је први контингент заточеника, 5000 жена и деце. Павиљон је претрпео штету приликом бомбардовања 6. априла и на њему су били оштећени кров и полупани прозори, који су пропуштали кишу, снег и ветар. Зима 1941/1942. је била једна од најхладнијих које се памте. Између децембра и марта 500 затвореника је умрло од хладноће, болести и глади. Затвореници у павиљону бр. 2, пристигли у јануару 1942, смештени су под једнако нехуманим условима.
У павиљону бр. 4 се налазила кухиња у којој је спремана храна. Дневно следовање се састојало од воде, слабог чаја, бајате чорбе од купуса или кромпира и малог комада кукурузног хлеба. Београдске власти су снабдевање логора ставиле на дно приоритета. Испорука хране логору се вршила једино када је била задовољена потреба осталих становника града.
Умрли затвореници су, након одлагања у Турски павиљон, који је служио као купатило и мртвачница, преношени преко Саве и сахрањивани на Јеврејском гробљу. У болници логора, која се налазила у Спасићевом павиљону, радили су доктор Моша Алкалај и болничарка Хилда Дајч.
Заточеници су били третирани свирепо и изложени пребијању и понижавању од стране немачких стражара. Десетак заточеника је погубљено, јер су покушавали да прокријумчаре писма. Погубљења су вршена на отвореном, између павиљона бр. 3 и 4. Ево примера једног од драстичних погубљења:
| „ | Помоћ Јеврејима који су дотерани из Ниша једно краће време пружао је немачки шофер, који им је дотурао хлеб, а понекад и сланину. Помагала му је и млада београдска Јеврејка, али су обоје били откривени. Затвореници су позвани да се окупе у двориште логора, затим су постројени, а испред њих су довели Јеврејку са немачким шофером. Девојци је дат будак да ископа себи гроб. Ископала је толико да је рупа дошла до њене главе, а онда су је немачки војници практично затрпали. Вирила јој је само глава, када је пришао један Немац и одсекао је на очиглед логораша који су посматрали овај страшан призор. Поједини су тада преклињали Немце да их стрељају и не муче више. | ” |

### Роми у логору
У децембру 1941, око 500 Ромкиња са децом је доведено у логор. Заточени Роми су били смештени у павиљону бр. 2. Њих око 60 је умрло током зиме, од болести и хладноће. Остали су ослобођени јануара и марта 1942, након што су преко пријатеља и рођака успели да набаве доказ о сталном боравку, односно да не припадају групи Рома чергара. Последња група Рома је ослобођена априла 1942. године.

### Судбина јеврејских заточеника
Окупаторске власти у Београду су у пролеће 1942. схватиле да планирана депортација српских Јевреја на исток није изгледна. Решење за „Јеврејски проблем“ је пронађено у њиховом истребљивању. У ту сврху је марта 1942. из Берлина стигао камион „душегупка“, возило марке Заурер (Saurer), специјално адаптирано за усмеравање издувних гасова мотора у херметички затворени товарни део камиона. Након што се ауспух прикључи на товарни део, вожња од 10 до 15 минута је била довољна да усмрти 100 људи закључаних у возилу. У нацистичким документима, возило је називано „возило за уништавање вашки“ (Entlausungswagen).
Прве жртве су били пацијенти и особље београдске јеврејске болнице (у улици Високог Стевана на Дорћолу). Они су погубљени 18. и 19. марта 1942, њих преко 800. Након што су усмрћени угљенмоноксидом, током пута кроз Београд, њихова тела су закопана у масовну гробницу у Јајинцима, селу у подножју Авале, јужно од града. Тамо су српски затвореници вадили лешеве из камиона и закопавали их у претходно ископане раке.
Остали Јеврејски заточеници логора су доживели исту судбину. Између 19. марта и 10. маја 1942, Гец и Мејер, СС официри који су возили камион, усмртили су на исти начин још око 6.300 Јевреја, возећи од Сајмишта до Јајинаца и назад између 65 и 70 пута. Од око 7.000 Јевреја заточених на Сајмишту, преживело је мање од 50 жена, које су ослобођене јер су биле удате за Србе.
| Датуми (1942) | Број Јевреја у логору |
| 6-15.III         | 5.150                 |
| 16-23.III        | 5.293                 |
| 26.           | 4.005                 |
| 15-24.IV        | 2.974                 |
| 25.IV-5.V      | 1.184                 |

Од укупно 17.800 Јевреја колико је живело у Србији и Банату, убијено је њих 14.800 (83,1%). Ако се не рачунају 1.200 јеврејских избеглица које је рат затекао у Србији, од 16.600 Јевреја, пореклом са територије под окупацијом Немаца од априла 1941, убијено је око 13.600, односно 82%. Око 6.320, или 42,5%, је изгубило живот у Јеврејском логору Земун или убрзо након одвођења из њега.
По историчару Кристоферу Браунингу, убијање српских Јевреја на Сајмишту је „зачеће“ ширег плана да се униште европски Јевреји. Конструисање камиона и његова употреба у убијању, „наговестило је ефикасност и рутинску хладнокрвност које ће касније бити усавршена у логорима смрти“.
У Јеврејском логору Земун, за мање од два месеца, нестала је скоро половина од укупног броја Јевреја са територије окупиране Србије. Тако је Србија постала прва територија под нацистичком окупацијом која је проглашена „очишћеном од Јевреја“ (Judenfrei).

## Прихватни логор (Anhaltelager), 1942—1944.
Након што су и последњи Јевреји из логора убијени, логор мења своју намену и постаје прихватни логор за политичке затворенике, или Anhaltelager. Већина заробљеника ће касније бити депортована на принудни рад у Норвешку, Немачку и мање радне логоре у централној Србији. Сајмиште је тако претворено у главни „дистрибутивни центар“ радне снаге из целе Југославије. Мањи број политичких затвореника и партизана су послати у Матхаузен и Аушвиц. Око 2.900 затвореника из Јасеновца након што су проглашени радно неспособнима, врађени су у Јасеновац, где су и убијени.
Први командант логора је био СС капетан Форстер, који је директно учествовао у злостављању заточеника, а понекад их је и лично убијао. Почетком новембра 1942, заменио га је СС капетан Мајнеке, који ће остати на дужности до фебруара 1943. године. Њега ће заменити СС потпоручник Шерцингер. Остаће упамћен као суров и безобзиран, иако је на положају остао само два месеца. Почетком маја 1943, за команданта логора је постављен СС поручник Бекер. Он ће остати командант логора све до друге половине маја 1944, односно док се логор налазио у немачким рукама.
Према историчару Милану Кољанину, 31.972 заточеника су прошла кроз логор између маја 1942. и јула 1944. Велика већина су били Срби, из Хрватске и Босне, али је било и дугих, Хрвата, Бошњака, Грка, Албанаца и Јевреја. Најмање 10.636 је умрло у самом логору и сахрањено је у гробницама на Јеврејском гробљу у Земуну, на Бежанији, у Јајинцима и на неким другим локацијама у близини логора. То представља трећину укупног броја логораша за тај период, или просечно 13 жртава дневно.
Више од 16.500 затвореника је доведено у логор у току првих осам месеци. Око 14.000 је било са територије НДХ, а око 2.800 затвореника је било доведено из окупиране Србије. Највише затвореника је доведено са Козаре, заробљених приликом велике немачке војне операције у лето 1942. Од укупно 2.879 заточеника доведених са територије окупиране Србије, партизана и њихових симпатизера је било 1.609, а припадника ЈБуО 1.023. За криминал је било оптужено 30 заточеника, а за 247 није могуће утврдити разлог хапшења.
Ускоро су пристигли и заробљени партизани из Црне Горе и Херцеговине, а затим и са подручја Лике, Кордуна и Баније. Укупно је према једном немачком извештају у јуну, јулу и августу било затворено 7.000 Срба. Партизански устаници и симпатизери су у логору били као допуна квоте за одмазду у случају да је из логора на Бањици није било у предвиђеном броју. Велики број њих је стрељан у Јајинцима.
Први већи долазак четничких устаника забележен је у новембру и децембру 1942. године. Из околине Чачка, Ужице, Пожеге и Ивањице пристигла је група од 500 ухваћених четника, од којих је велики број био из редова четника Косте Миловановића Пећанца.
Током тих првих осам месеци, у логору је умрло око 4.250 затвореника. Највећа смртност је забележена у лето 1942, када је због велике концентрације затвореника на малом простору и због лоших санитарних услова, избила епидемија дизентерије. Током месеца августа, умрло је 2.266 заточеника (само 22. августа их је умрло 340), а након тога још 1.340 у септембру.
Између јануара 1943. и јула 1944, доведено је у логор још 15.300 заробљеника, највећи део из НДХ и из окупиране Србије. Након капитулације Италије у јесен 1943, довођени су и заробљеници из Црне Горе, Санџака и са Косова, из Далмације, Италије, Грчке и Албаније. Такође је доведено и 120 Јевреја ухапшено у Сплиту. Они су у логор стигли 27. октобра 1943, а стрељани у Јајинцима три месеца касније.
У јануару 1943. године стигла је још једна већа група четника и њихових присталица из Косова и Метохије и Рашке. Највећи долазак четника забележен је после операције „Шварц“ у Црној Гори која је била у почетку уперена против четничког покрета Драже Михаиловића. Према депеши коју је генерал Михаиловић упутио влади у Лондону, у логор Сајмиште је дошло 4.000 људи после прве фазе операције „Шварц“, а у логору је било заточено укупно 6.000-7.000 људи. У депеши коју је послао у јуну 1943. поменуо је да се број заточеника попео на 12.000, од којих је било и 1.500 жена. Наравно, у овај број су улазили и заробљени партизани и њихови симпатизери из друге фазе операције „Шварц“ (битке на Сутјесци). Као и партизански заточеници, и четнички су допуњавали квоту за одмазду.
Од укупног броја заточеника доведених у том периоду, умрло је њих 6.000, од болести, исцрпљености, а поготову због епидемије тифуса у јесен 1943. Премлаћивања и вешања у Мађарском павиљону су се наставила, а око 400 затвореника је убијено као одмазда за чинове саботаже против Немаца у Београду.

## Услови у логору
Логораши су били крвнички премлаћивани до смрти од стране стражара, и од стране логорског обезбеђења, регрутованог из редова затвореника. Други узроци смрти су били исцрпљеност услед бесмисленог физичког рада и болести. Такође, затвореници који су показивали симптоме заразних болести су били стрељани или премлаћивани да не би дошло до проширења заразе. Премлаћивања су вршена у злогласном Мађарском павиљону, названом „павиљон смрти“.
Иако су већину затвореника чинили мушкарци, кроз логор је прошло и 1.500 жена. Већина њих, смештених у Чешком павиљону, или је било ослобођено, или је послато у Немачку на принудни рад. У марту 1944, последња група логорашица је предата српским властима.

## Затварање логора
Приликом бомбардовања Београда априла 1944, Сајмиште је директно погођено. Летеће тврђаве B-17, кориштене у нападу, циљале cy оближње мостове и област директно наспрам логора (савске докове и железнички чвор). Погинуло је између 80 и 120 логораша. Наредних недеља, затвореници су пребацивани у друге логоре, а 17. маја 1944, Немци предају управу логора полицијским снагама НДХ. Током наредних месеци, логораши су транспортовани у логор у Винковцима. 26. јула 1944, a Сајмиште је званично напуштено.
Међутим, два месеца касније, 17. септембра, група Јевреја из Мађарске и Баната, који су радили принудно у Борском руднику, провела је три дана на локацији напуштеног логора, док су чекали транспорт у логоре смрти у Немачкој и Пољској. Тако су Јевреји били прве и последње жртве Сајмишта.